# Explosif
 (septembre 2018).
 (décembre 2016).
Améliorez-le ou discutez des points à vérifier. 

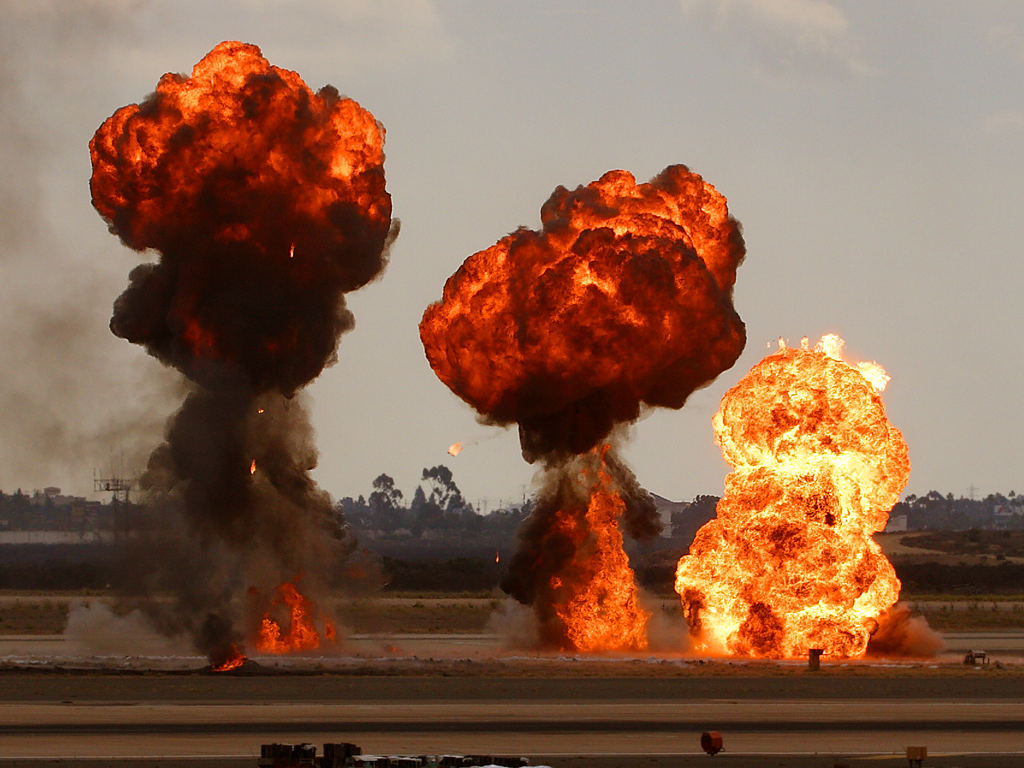
Explosions lors d'une démonstration (Marine Corps Air Station Miramar, Californie).

Un explosif est un mélange de corps qui, lors de leur transformation, sont susceptibles de dégager en un temps très court une grande quantité de chaleur et généralement un grand volume de gaz porté à haute température, ce qui constitue une explosion. Une charge explosive (en anglais : explosive charge) est une quantité mesurée de matière explosive.

## Histoire
Le premier composé explosif était très probablement la poudre noire, communément appelée la poudre à canon. Sa première apparition date de 220 av. J.-C. lorsque des alchimistes chinois l'ont enflammée par accident. Cependant, la poudre noire n'a pas été introduite en Europe avant le XIIIe siècle. Elle est pour la première fois utilisée en génie civil afin de réaliser le dragage de la Rivière Niermen en Europe du Nord.
En 1846, le professeur italien Ascanio Sobrero découvre la nitroglycérine liquide. Quelques années plus tard, un inventeur du nom de Immanuel Nobel va développer un procédé de fabrication de la nitroglycérine. Dans la même année, parallèlement à la préparation de la nitroglycérine, certains chercheurs se sont intéressés à la nitration de la cellulose afin d'obtenir de la nitrocellulose. La paternité de la nitrocellulose revient au chimiste inorganicien allemand Rudolf Christian Böttger. Par sa grande instabilité, la nitrocellulose a provoqué de nombreux accidents dans les usines de production. En 1865, Sir Frederick Abel publie une solution en convertissant la nitrocellulose sous forme de pâte.
En 1875, Alfred Nobel, le fils d'Immanuel Nobel, découvrit que le mélange de nitrocellulose avec de la nitroglycérine donnait un gel. Ce gel a ensuite été développé afin de produire de la gélatine de dynamite.
En 1895, le chimiste allemand Richard Wolffenstein découvrit le TATP. Le TATP (triperoxyde de triacétone) fait partie d’une famille de molécules instables constituées de peroxydes organiques cycliques.
Plus tard, vers la fin du XIXe siècle, l'acide picrique et le trinitrophénol sont apparus comme substitut de la poudre noire. L'acide picrique a été préparé en grande échelle en 1894 afin d'être utilisé comme explosif de base dans les utilisations militaires. 
Enfin, en 1863, le chimiste allemand Julius Adolph Wilbrand découvrit le trinitrotoluène (TNT). En 1914, il deviendra l'explosif standard des armées durant la Première Guerre mondiale. 

## Classification

### Par comportement physique
De l'explosion résulte la création d'un front d'onde de pression. La vitesse de ce front d'onde détermine la classification des explosifs. Il existe trois grands groupes d'explosifs :
- les explosifs soufflants (régime de déflagration) ;
- les explosifs brisants (régime de détonation) ;
- les explosifs progressifs se situent entre les soufflants et les brisants.

La différence entre les régimes de déflagration et de détonation n'est pas toujours simple. Selon les conditions d'utilisation, un explosif normalement déflagrant peut détoner, et un explosif normalement détonant peut déflagrer.
- Les explosifs soufflants sont conçus pour un régime de déflagration, c’est-à-dire une auto-combustion subsonique (la réaction chimique se propage à la vitesse de 10 à 400 m/s dans l'explosif lui-même).
- Les explosifs progressifs suivent le régime de détonation supersonique (de 2 000 à 3 500 m/s).
- Les explosifs brisants détonent également (de 4 000 à 9 000 m/s).

Les explosifs peuvent aussi être utilisés pour la propulsion de projectiles ou fusées sous forme de poudre ou propergol. Le régime est alors la combustion qui doit être très bien maîtrisée (exemple, les deux propulseurs d'appoint à poudre de chaque côté de la fusée Ariane).

#### Explosif soufflant
Un explosif soufflant est un explosif qui provoque lors de son explosion une pression dans les directions de moindre résistance. Si on place une petite charge d'explosif soufflant sur un mur, lors de l'explosion la pression va s'appliquer à l'opposé du mur, le mur restera intact. Au contraire, si on avait placé une charge d'explosif brisant, le mur aurait été endommagé ou perforé.
On peut citer à titre d'exemple les explosifs soufflants suivants :
- la poudre noire, surtout utilisée pour les canons d'autrefois, les feux d'artifice et les pétards ;
- la poudre blanche (nitrocellulose), utilisée aussi dans certains propulseurs à réaction ;
- les mélanges « faciles à réaliser » : mélanges à base de produits courants comme le fioul, engrais ou lessive, permettant de réaliser des explosifs artisanaux. Ils peuvent être utilisés au combat en l’absence de matériel plus sophistiqué (guérilla, guerre asymétrique, guerre civile, etc.), ou pour des activités terroristes.

#### Explosif brisant
Un explosif brisant est un explosif qui applique, lors de son explosion, une pression sur la zone la plus résistante. Un exemple simple : si on place une petite charge d'explosif brisant sur un mur, lors de l'explosion la pression va s'appliquer sur le mur et provoquer la perforation du mur. Au contraire, si on avait placé une charge d'explosif soufflant, le mur n'aurait pas été perforé, mais il y aurait eu un fort effet de souffle dans la direction opposée au mur.

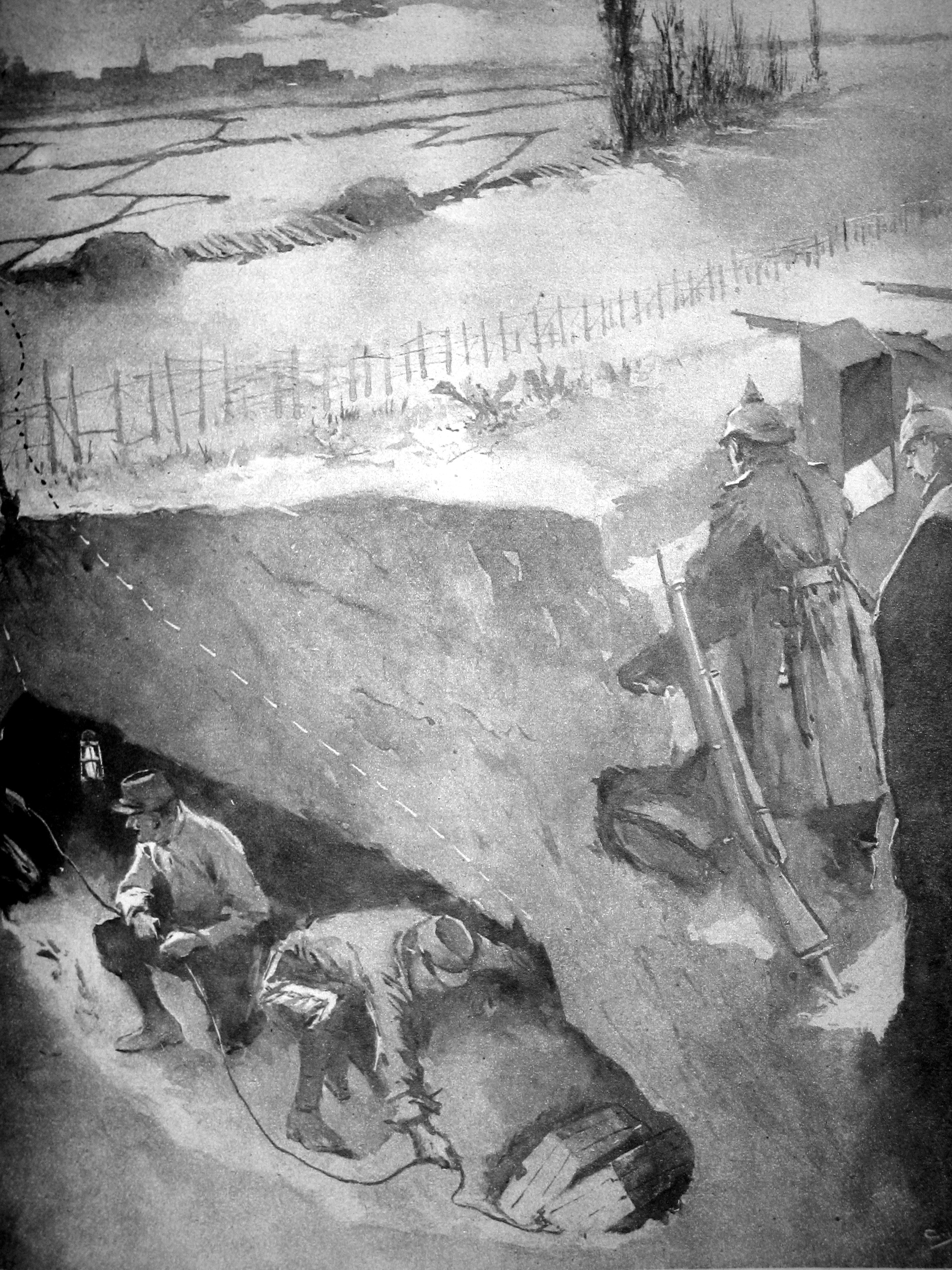
Utilisation d'explosifs par des sapeurs durant la Première Guerre mondiale.

Les explosifs brisants ont une vitesse de détonation qui dépasse 6 050 m/s. 
Le plus puissant connu (l'octanitrocubane) atteint la vitesse de détonation de 10 100 m/s.
On peut citer parmi eux les groupes -nitros et nitrates, les peroxydes organiques, les chlorates et les perchlorates, les halogénures d'azote, les azotures et les fulminates.
Ils sont généralement utilisés dans le domaine militaire ou dans le bâtiment. Pour la pyrotechnie, on préférera les explosifs déflagrants, car les brisants sont trop complexes à manipuler. De plus, ils sont souvent très toxiques et même parfois cancérigènes.
En génie civil, la nitroglycérine, trop instable, est inutilisable sous sa forme liquide courante ; elle a son utilisation la plus répandue en médecine, car c'est un puissant vaso-dilatateur. Les ingénieurs civils lui préfèrent le plus souvent la dynamite, qui est de la nitroglycérine stabilisée par ajout d'un stabilisant (le plus souvent de la cellulose). Au XXIe siècle, les explosifs dits plastiques, composés d'explosif et de gélatinisant (afin de « flegmatiser » la matière active), sont les plus utilisés.
En génie militaire, plusieurs explosifs sont utilisés : 
- la mélinite pure (connue sous le nom d'acide picrique ou bien encore de 2,4,6-trinitrophénol) n'est plus utilisée de nos jours, mais sert d'étalon pour donner le coefficient d'utilisation pratique (CUP) d'un explosif, mesurant sa puissance ;
- le TNT ou trinitrotoluène a été largement utilisé pendant la Seconde Guerre mondiale ;
- l'hexolite ou RDX, dont la composition C-4 est un dérivé ;
- l'octolite (usage militaire exclusif) est dans les années 1980 l’explosif le plus puissant ;
- la donarite (nom commercial, de l'allemand Donner, « tonnerre ») est un explosif contenant 70 à 80 % de nitrate d'ammonium, 15 à 25 % trinitrotoluène, et 5 % de nitroglycérine[1]. Sa vitesse de détonation est de 4 100 m/s. Utilisé par le génie militaire de la Wehrmacht, il est toujours employé dans l'exploitation minière ;
- le tétrytol.

De la poudre d'aluminium est parfois ajoutée au TNT pour augmenter la puissance du souffle (ex. : ammonal).

### Par sensibilité

#### Explosif primaire
En pyrotechnie, un explosif primaire ou initiateur est un produit chimique explosif, celui qui le premier amorce la chaîne pyrotechnique conduisant à l'explosion d'une charge d'explosif.
On les trouve par exemple dans les détonateurs ou les amorces. Ce sont généralement des produits toxiques et dangereux, source de nombreux accidents depuis leur découverte.

##### Fonctions
Sa vocation peut être d'amorcer la réaction à lui seul, ou de mettre à feu un booster explosif servant de pont entre un explosif de faible énergie et un autre qui possède une grande énergie, mais une réactivité faible.

##### Toxicologie
Ces produits sont souvent toxiques et toujours dangereux. Ils participent aux séquelles de guerre, y compris séquelles de pollution.

##### Exemples
- Fulminate de mercure
- Azoture de plomb

#### Explosif secondaire
Un explosif secondaire est un explosif capable de fournir une très grande quantité d'énergie. C'est le cas par exemple du C3 et du C4.
- Trinitrotoluène (TNT)
- Nitroglycérine…

Cependant un explosif de ce genre est fabriqué de manière à être puissant mais stable dans la mesure du possible. Il a donc besoin d'une énergie d'activation pour exploser. Il est toujours placé après l'explosif primaire qui joue le rôle de détonateur.
L'explosion de cette charge primaire fournit peu d'énergie comparée à la charge secondaire mais suffisamment de chaleur et une onde de choc pour activer cette seconde charge.

##### Booster explosif
Un booster explosif, ou explosif secondaire, sert de pont entre un explosif de faible énergie et un autre qui possède une grande énergie, mais une réactivité faible.
Il concentre l'énergie d'un explosif primaire de façon à amorcer la réaction du deuxième  explosif. Les boosters sont créés en mélangeant des composants de grande réactivité et de grande énergie en proportions variables.
Par exemple, un initiateur (tel un tube explosif) ne possède pas l'énergie d'activation nécessaire pour déclencher la réaction d'une grande quantité d'explosif puissant (tel le PETN, le TNT et l'ANFO), le booster amène l'énergie d'activation nécessaire pour démarrer la réaction chimique.
Le tétryl était populaire au XXe siècle comme booster, particulièrement durant la Seconde Guerre mondiale, mais n'est plus beaucoup utilisé au XXIe siècle, remplacé par des mélanges répondant mieux aux exigences des explosifs modernes.
Ces produits sont souvent toxiques.

## Formation et réglementation
Pour des raisons de sécurité des utilisateurs et de lutte contre le terrorisme, la mise en œuvre d'explosifs nécessite de suivre une formation et de respecter la réglementation en vigueur dans le pays,,.
Il faut disposer d'autorisations et être titulaire d'un permis ou d'un certificat. Ces diplômes se préparent lors d'une formation par un organisme agréé. Ils sont obtenus après réussite à un examen.
Il est en général interdit de fabriquer des explosifs. On peut se procurer ces derniers auprès de fabricants qui ne commercialisent que des produits ayant reçu un agrément technique,.
L'utilisateur devra aussi respecter les règles concernant le transport et le stockage des explosifs.
Par ailleurs, le code pénal français sanctionne à une peine de trois ans d'emprisonnement et 45 000 € d'amende pour diffusion à un public non professionnel de modes de fabrication d'engins explosifs. La peine peut aller jusqu'à cinq ans d'emprisonnement et 75 000 €, lorsque la diffusion de cette information circule sur un média de type Internet.

## Risques et dangers pour l'environnement ou la santé

Symbole du système général harmonisé de classification et d'étiquetage des produits chimiques indiquant un produit chimique explosif.

Les explosifs agréés sont des produits sûrs, mais peuvent présenter des dangers si des consignes de sécurité ne sont pas respectées lors de leur utilisation :
- activation accidentelle d'éléments sensibles comme les détonateurs à la suite d'un choc, d'une perturbation électromagnétique ;
- certains composants de certains explosifs sont toxiques, et peuvent être source d'intoxication due aux gaz dégagés par l'explosif dans un milieu mal ventilé ;
- intoxication par contact avec la peau en manipulant les produits ;
- périmètre de sécurité non respecté ;
- projection ou déstabilisation de roches et autres matériaux ;
- incident lors d'un tir nécessitant une intervention de l'artificier sur un dispositif endommagé ;
- effet cancérigène ou de perturbateur endocrinien, pour certains explosifs (perchlorates par exemple) ;
- eutrophisation, ou dystrophisation induite par les explosifs riches en azote quand ils sont solubilisés dans l'eau (y compris pour des explosifs modernes très stables dans l'air et réputés peu agressifs envers l'environnement car photodégradables), ou partiellement biodégradables, tels que le dinitramide de guanylurée (Fox-12) ; ce dernier libère dans l'eau une grande quantité d'azote, dont sous forme d'ion nitrate (NO–
3)[13],[14].

Remarque : les explosifs primaires comme les poudres sont tellement sensibles qu'ils peuvent réagir avec la seule électricité statique générée par le corps humain ou par frottements.

### Dangers spécifiques des explosifs faits maison
Les feux d'artifice, explosifs faits maison, ou engin explosif improvisé (EEI), peuvent présenter des dangers pour l'utilisateur lors de leur fabrication, leur transport ou leur utilisation. Certains mélanges sont instables, ils détonent ou s'enflamment spontanément à des températures basses (40 °C), ou lors d'un faible choc, ou après un certain laps de temps. L'opérateur peut être blessé (main arrachée, brûlures, œil crevé, perte de l'audition, intoxication, éviscération partielle) ou tué. Ces engins ou mélanges peuvent provoquer des blessures à d'autres personnes et causer des dégâts matériels importants (parois et vitres soufflées, incendie).

## Détection
Des détecteurs électroniques sont peu à peu mis au point, mais on a beaucoup utilisé et on utilise encore le flair de certains animaux comme les chiens, capables de détecter des soupçons de certains produits sous forme d'explosif préparé ou même sous forme de composant primaire (mercure, baryum, chlorates, etc.), non sans risque parfois pour leur santé.
Plusieurs méthodes (dont par analyse chimique et/ou signature isotopique) permettent de détecter la provenance de certains explosifs ou de leurs composants, dans le cadre d'enquêtes par exemple.